# Sagàs
Sagàs ist ein Ort und eine Gemeinde (municipio) mit 153 Einwohnern (Stand: 2024) in der Comarca Berguedà in der Provinz Barcelona in der Autonomen Region Katalonien. Neben dem Hauptort Sagàs besteht die Gemeinde aus der Ortschaft La Guàrdia.

## Lage
Sagàs liegt etwa 75 Kilometer nordnordwestlich von Barcelona in einer Höhe von etwa 730 m in den südlichen Ausläufern der Pyrenäen in der Comarca Berguedà im Norden Kataloniens.

## Bevölkerungsentwicklung
| Jahr      | 1960 | 1970 | 1981 | 1991 | 2001 | 2011 | 2021 |
| Einwohner | 392  | 294  | 272  | 194  | 153  | 144  | 151  |

## Sehenswürdigkeiten
- Andreaskirche in Sagàs
- Marienkirche in La Guàrdia
- Georgskapelle in Sagàs

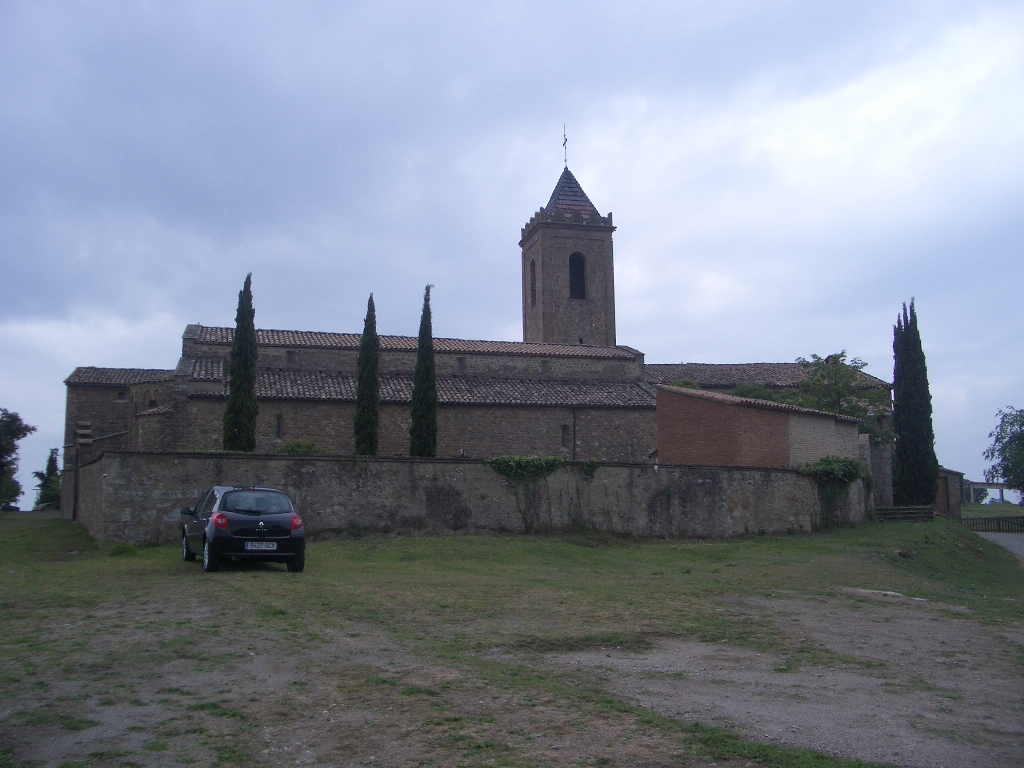
Andreaskirche
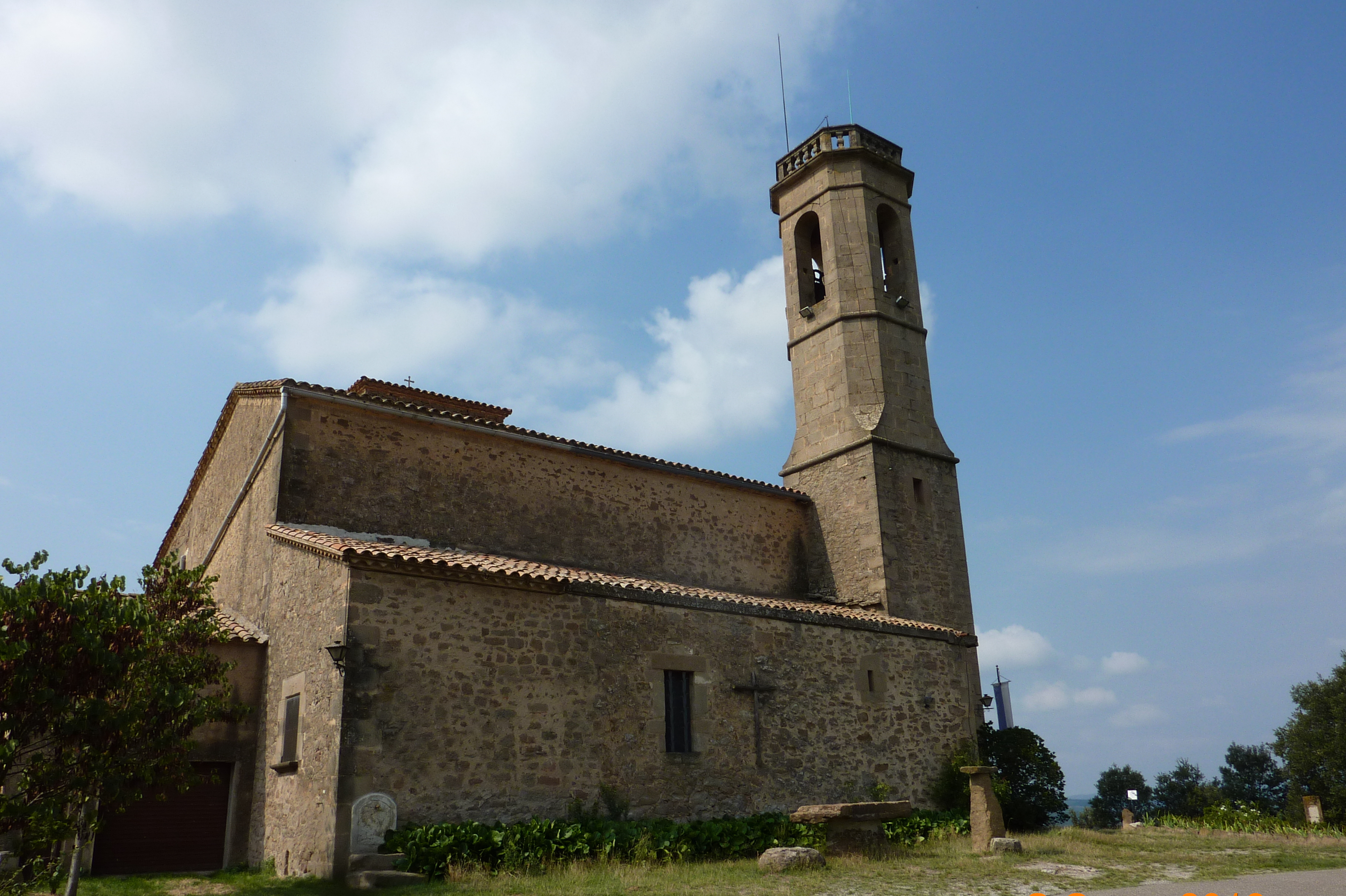
Marienkirche
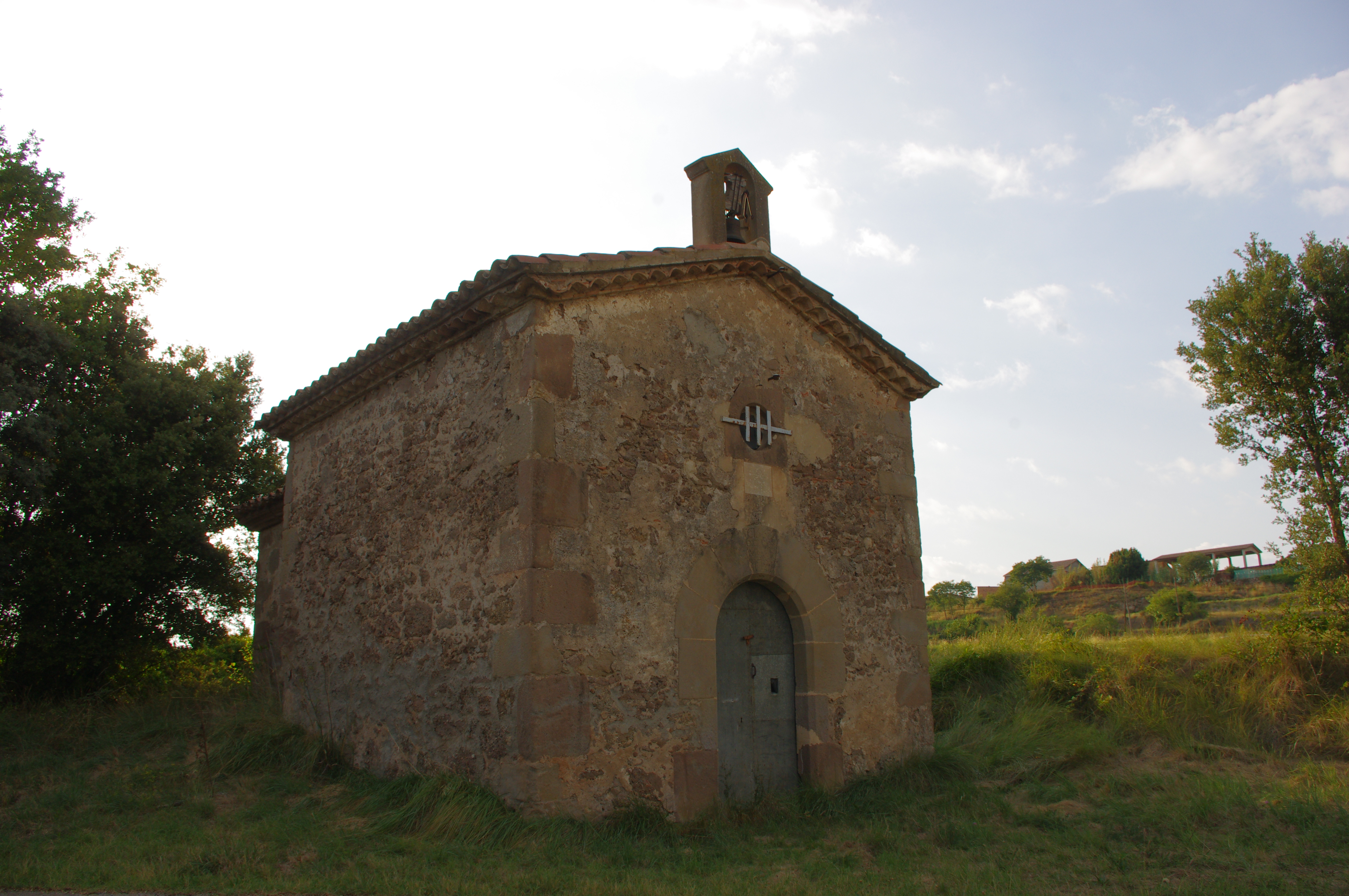
Georgskapelle